# Musikjahr 1768
Liste der Musikjahre

◄◄ | ◄ | 1764 | 1765 | 1766 | 1767 | Musikjahr 1768 | 1769 | 1770 | 1771 | 1772 | ► | ►►

Weitere Ereignisse
Dieser Artikel behandelt das Musikjahr 1768.

## Ereignisse

### Die Haydns
- Herbst: Die Eröffnung des Opernhauses in Eszterháza erfolgt mit der Uraufführung der Opera buffa Lo speziale (Der Apotheker) von Joseph Haydn.
- Der Salzburger Hofkomponist Michael Haydn heiratet die Hofsängerin Maria Magdalena Lipp, Tochter des Hoforganisten Franz Ignaz Lipp.
- Die allegorische Kantate Applausus für fünf Solisten, Chor und Orchester von Joseph Haydn wird am 17. April des Jahres uraufgeführt. Sie wurde von den Patres des Zisterzienserstifts Zwettl zum 50-jährigen Profess-Jubiläum ihres Abtes Rainer I. Kollmann beim Komponisten bestellt.

### Die Mozarts
- 10. Januar: Nachdem die Kinder die Pockenerkrankung des Vorjahres überstanden haben, kehrt Leopold Mozart mit seiner Familie aus Böhmen nach Wien zurück.
- 16. Januar: Der zwölfjährige Wolfgang Amadeus Mozart vollendet vermutlich an diesem Tag seine 7. Sinfonie (KV 45).

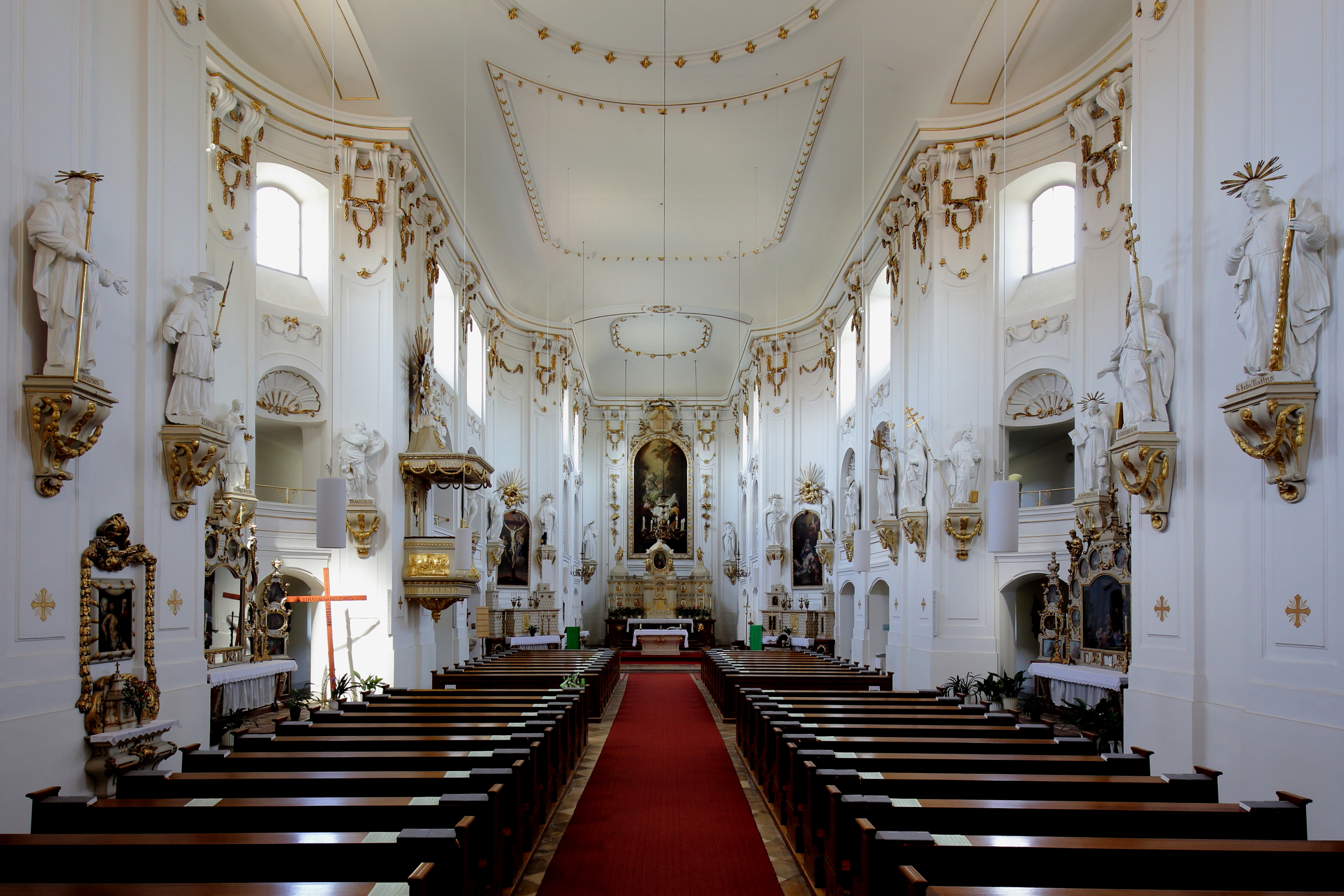
Innenansicht der Waisenhauskirche

- 7. Dezember: In Wien wird durch Fürsterzbischof Christoph Anton von Migazzi die Waisenhauskirche eingeweiht. Wolfgang Amadeus Mozart erhielt den Auftrag, zu diesem Anlass eine feierliche Messe zu komponieren, vermutlich die Messe in c-Moll KV 139.
- Vermutlich am 7. Dezember findet in Schwechat bei Wien die Uraufführung von Wolfgang Amadeus Mozarts Singspiel Bastien und Bastienne statt. Das Libretto stammt von Friedrich Wilhelm Weiskern, Johann Heinrich Müller und Johann Andreas Schachtner. Es basiert auf Charles-Simon Favarts, Marie Justine Benoîte Favarts und Harny de Guervilles Les amours de Bastien et Bastienne, einer Parodie auf Jean-Jacques Rousseaus einaktige Oper Le devin du village (Der Dorfwahrsager). Das Singspiel besteht aus einem Akt und ist in deutscher Sprache verfasst. Leopold Mozart bezeichnet es als Operetta, für den Librettisten Weiskern ist es „eine Französische Operacomique“. Dieses Genre ist zu diesem Zeitpunkt sehr in Mode.
- 13. Dezember: Wolfgang Amadeus Mozart vollendet vermutlich an diesem Tag seine 8. Sinfonie (KV 48).
- Im gleichen Jahr komponiert Wolfgang Amadeus Mozart die Oper La finta semplice. Auf Anregung von Kaiser Joseph II. tut er dies erstmals im Stil der Opera buffa. Das Werk kommt auf Grund von Intrigen allerdings erst im nächsten Jahr zur Aufführung.

### Weitere Uraufführungen

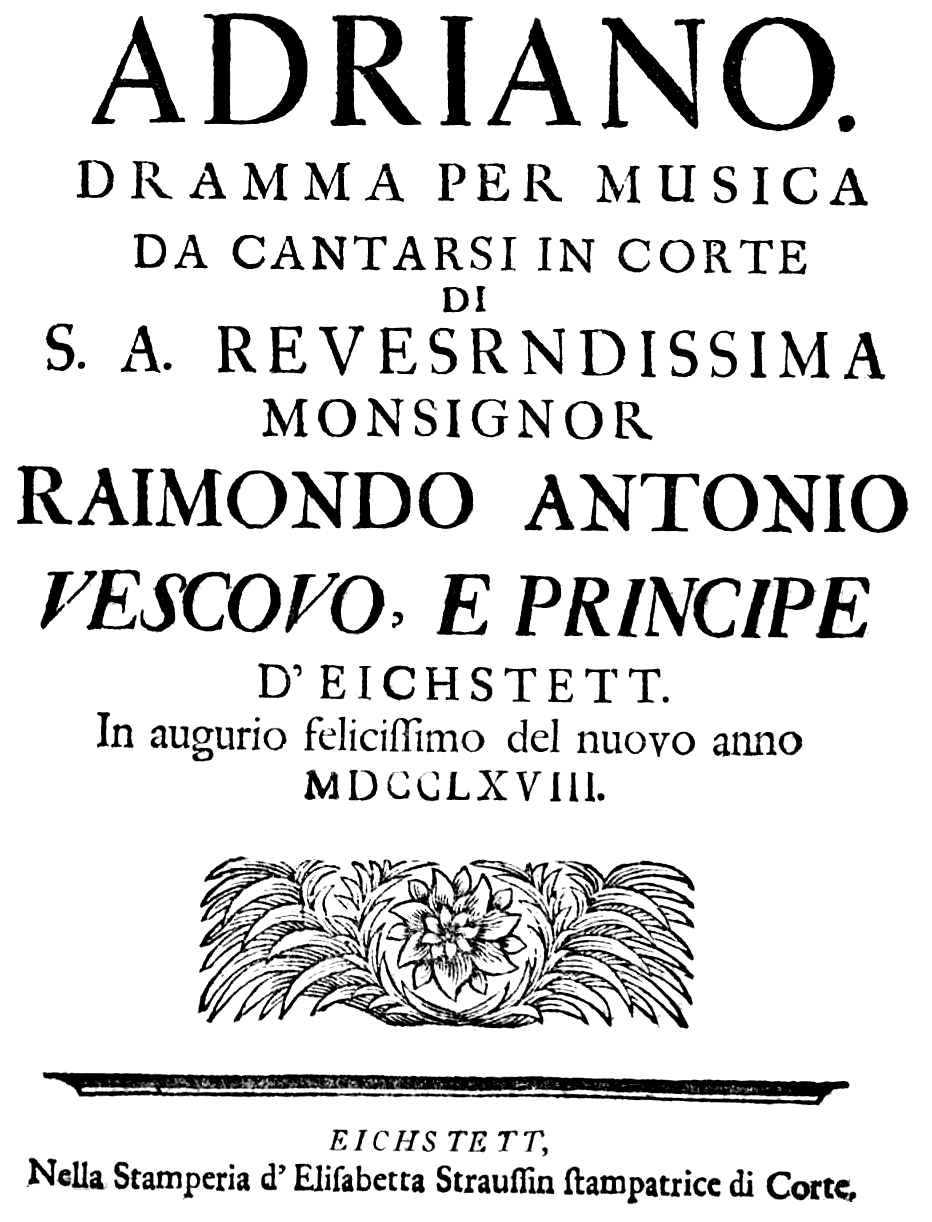
Titelseite des Librettos in der Version von Mango

- 00. Januar: In Eichstätt erfolgt die Uraufführung der Oper Adriano von Hieronymus Mango auf ein Libretto von Pietro Metastasio. Die Oper Adriano in Siria von Ignaz Holzbauer mit demselben Libretto wird am 5. November am Hoftheater von Mannheim uraufgeführt.

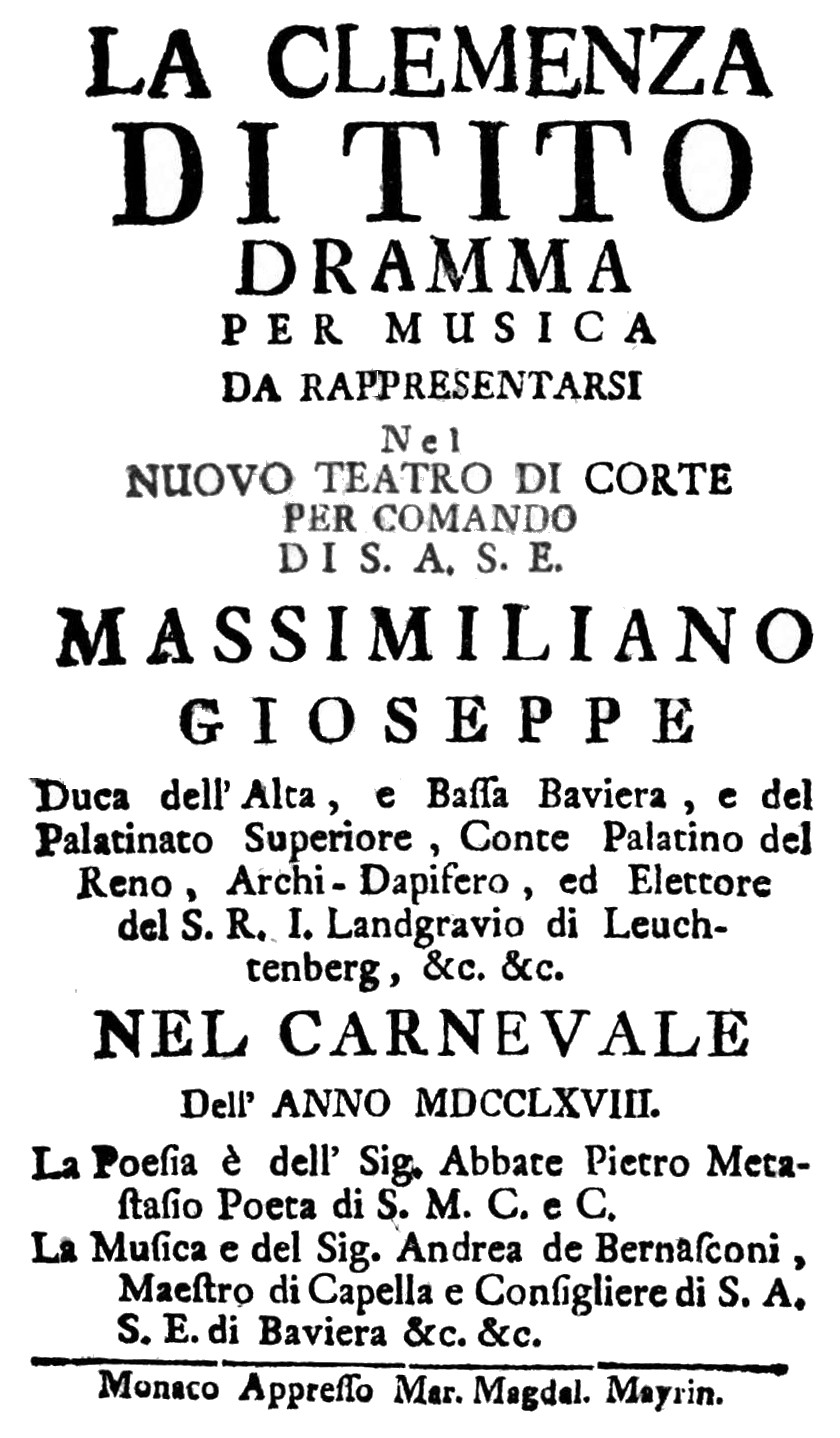
Die Titelseite des Librettos von Bernasconis La clemenza di Tito

- Karneval: Pietro Metastasios Libretto La clemenza di Tito wird in der Vertonung von Andrea Bernasconi unter dem deutschen Titel Die Gütigkeit des Titus am Hoftheater in München uraufgeführt.
- 18. März: Das Oratorium Abimelech von Samuel Arnold wird am King’s Theatre am Haymarket in London uraufgeführt.
- 18. Mai: Die komische Oper Die Liebe auf dem Lande von Johann Adam Hiller hat ihre Uraufführung in Leipzig.
- 20. August: Die Oper Le Huron von André-Ernest-Modeste Grétry wird in der Comédie-Italienne in Paris uraufgeführt.
- Die zweite Fassung der Oper Solimano von Davide Perez hat ihre Uraufführung im Palazzo Ajuda in Lissabon. Das Libretto stammt von Giovanni Ambrogio Migliavacca. Perez’ zweite Version des Solimano-Librettos gilt allgemein als das Meisterwerk des Komponisten.

### Sonstiges
- Luigi Boccherini und Filippo Manfredi sind auf Tournée in Paris, wo sie in diversen Salons und im Concert Spirituel auftreten.[1] Es entstehen verschiedenen Werke, darunter Boccherinis Sei sonate di Cembalo e violino obbligato op. 5.[2] Bereits im Frühling sind die beiden Musiker in Aranjuez und San Ildefonso in Spanien und spielen im Orchester der kurz zuvor gegründeten Compagnia dell'Opera italiana dei Sitios Reales (Italienische Opernkompagnie der Königlichen Paläste).[3]
- 02. April: Carl Philipp Emanuel Bach wird am Karsamstag Nachfolger seines im Vorjahr verstorbenen Paten Georg Philipp Telemann als städtischer Musikdirektor und Kantor am Johanneum in Hamburg, wird jedoch erst am 19. April offiziell in sein Amt eingeführt.

## Geboren

### Geburtsdatum gesichert
- 20. Februar: Conrad Merz, deutscher Orgelbauer († 1846)
- 00. März: Carles Baguer i Mariner, katalanischer Organist, Kapellmeister und Komponist († 1808)
- 04. Juni: Francesco Molino, italienischer Gitarrist und Komponist († 1847)
- 06. Juli: Heinrich Backofen, deutscher Komponist und Klarinettist († 1830)
- 20. Juli: Franz Anton Schubert, deutscher Kirchenkomponist und Instrumentalist an der Katholischen Hofkirche Dresden († 1824)
- 03. September: Filippo Gragnani, italienischer Komponist und Gitarrist († 1820)
- 12. September: Benjamin Carr, englisch-amerikanischer Komponist, Organist, Sänger und Musikverleger († 1831)
- 21. September: Louis Emmanuel Jadin, französischer Komponist und Professor († 1853)
- 02. November: Carl Bonaventura Witzka, deutscher Komponist und katholischer Theologe († 1848)

### Genaues Geburtsdatum unbekannt
- Friedrich Deutschmann, österreichischer Erfinder, Orgelbauer, Klavierbauer († 1826)
- Sebastiano Nasolini, italienischer Opernkomponist († um 1798)
- Eleonora Zucker, deutsche Schauspielerin und Sängerin († 1796)

## Gestorben

### Todesdatum gesichert
- 13. Januar: Pierre-Gabriel Buffardin, französischer Flötenvirtuose (* 1690)
- 13. Februar: Georg Christoph Munz, deutscher lutherischer Geistlicher, Gymnasiallehrer sowie Kirchenlieddichter (* 1691)

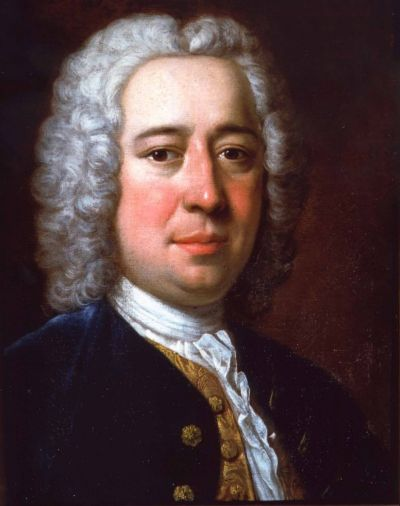
Nicola Antonio Porpora; † 3. März

- 03. März: Nicola Antonio Porpora, italienischer Komponist und Gesangslehrer (* 1686)
- 02. April: Georg Donberger, österreichischer Augustiner-Chorherr, Kapitular und Klosterkomponist (* 1709)
- 18. Mai: Johann Adam Berner, deutscher Orgelbauer (getauft 1723)
- 01. Juli: Tobias Friedrich Bach, deutscher Organist und Hofkantor (* 1695)
- 02. Juli: Johann Ulrich Eberle, in Prag lebender österreichischer Instrumentenbauer (* 1699)
- 11. Juli: José de Nebra, spanischer Komponist (* 1702)
- 12. September: Simon Burckhardt, österreichischer Orgelbauer (* 1695)
- 28. Oktober: Michel Blavet, französischer Flötist und Komponist (* 1700)
- 31. Oktober: Francesco Maria Veracini, italienischer Violinist und Komponist (* 1690)
- 01. November: Pieter van Maldere, belgischer Komponist und Violinist (* 1729)
- 02. Dezember: Antonio Literes Montalvo, spanischer Organist (* unbekannt)

### Genaues Todesdatum unbekannt
- Felix Benda, böhmischer Komponist (* 1708)